# Tereza Huříková
Tereza Huříková (nascida em 11 de fevereiro de 1987) é uma ciclista profissional tcheca. Representou a República Tcheca nos Jogos Olímpicos de 2008 em Pequim.